# Tour du Cameroun 2006
La 4e édition de la course cycliste Tour du Cameroun a eu lieu du 25 février au 10 mars 2006.
La victoire est revenue au Kazakh Pavel Nevdakh.

## Résultats

### Les étapes
Le parcours se compose de 12 étapes reliant Waza à Yaoundé.
| Détail    | Date       | Villes étapes         | km  | Vainqueur d'étape  | Leader du classement général |
| 1re étape | 25 février | Waza - Maroua         | 120 | Bakhtiyar Mamyrov  | Bakhtiyar Mamyrov            |
| 2e étape  | 26 février | Mokolo -Kaélé         | 105 | Pavel Nevdakh      | Pavel Nevdakh                |
| 3e étape  | 27 février | Garoua - Garoua       | 70  | Bakhtiyar Mamyrov  | Pavel Nevdakh                |
| 4e étape  | 28 février | Mbé - Ngaoundéré      | 85  | Ahmed Rashad       | Pavel Nevdakh                |
| 5e étape  | 2 mars     | Yaoundé - Sangmélima  | 155 | Bakhtiyar Mamyrov  | Pavel Nevdakh                |
| 6e étape  | 3 mars     | Sangmélima - Mbalmayo | 125 | Seidou Tall        | Pavel Nevdakh                |
| 7e étape  | 4 mars     | Pouma - Kribi         | 160 | Serguei Lavrenenko | Pavel Nevdakh                |
| 8e étape  | 6 mars     | Kribi - Douala        | 165 | Bakhtiyar Mamyrov  | Pavel Nevdakh                |
| 9e étape  | 7 mars     | Douala - Limbé        | 80  | Bakhtiyar Mamyrov  | Pavel Nevdakh                |
| 10e étape | 8 mars     | Bafang - Bamenda      | 140 | Kemal Küçükbay     | Pavel Nevdakh                |
| 11e étape | 9 mars     | Bamenda - Bafoussam   | 85  | Bakhtiyar Mamyrov  | Pavel Nevdakh                |
| 12e étape | 10 mars    | Monatélé - Yaoundé    |     | Sadrak Teguimaha   | Pavel Nevdakh                |

### Classement général final
Le classement général est remporté par le Kazakh Pavel Nevdakh .
| Classement général | Classement général   | Classement général | Classement général        | Classement général |
|                    | Coureur              | Pays               | Équipe                    | Temps              |
| ------------------ | -------------------- | ------------------ | ------------------------- | ------------------ |
| 1er                | Pavel Nevdakh        | Kazakhstan         | Brisaspor                 |                    |
| 2e                 | Bakhtiyar Mamyrov    | Kazakhstan         | Brisaspor                 |                    |
| 3e                 | Ahmed Rashad         | Égypte             | Équipe nationale d’Égypte |                    |
| 4e                 | Sergey Lavrenenko    | Kazakhstan         | Brisaspor                 |                    |
| 5e                 | Isham Fadel          | Égypte             | Équipe nationale d’Égypte |                    |
| 6e                 | Martinien Tega       | Cameroun           | SNH Vélo club             |                    |
| 7e                 | Abdul Hicham Muhamed | Égypte             | Équipe nationale d’Égypte |                    |
| 8e                 | Ahmed Hafiz          | Égypte             | Équipe nationale d’Égypte |                    |
| 9e                 | Sherif Abdalla       | Égypte             | Équipe nationale d’Égypte |                    |
| 10e                | Sadrak Teguimaha     | Cameroun           | SNH Vélo club             |                    |
| modifier           |                      |                    |                           |                    |

### Classements annexes
Les vainqueurs des différents maillots distinctifs sont :
- Classement à points (maillot vert) : Bakhtiyar Mamyrov (Brisaspor, Kazakhstan)
- Meilleur africain (maillot bleu) : Isham Fadel (Égypte)
- Meilleur jeune (maillot blanc) : Ahmed Hafiz (Égypte)
- Meilleur grimpeur (maillot à pois rouges) : Ahmed Rashad (Égypte)
- Meilleure équipe : Brisaspor (Turquie)